# Lublin R-VIII
Il Lublin R-VIII fu un bombardiere leggero ed aereo da ricognizione, monomotore e biplano, sviluppato dall'azienda aeronautica polacca E. Plage i T. Laśkiewicz nei tardi anni venti.

## Storia del progetto
Nell'estate del 1926 il governo del generale Józef Piłsudski incaricò il Dipartimento dell'Aeronautica di procedere all'acquisto di nuovi velivoli destinati ad equipaggiare la Lotnictwo Wojska Polskiego. Il responsabile dell'ufficio tecnico della ditta E. Plage i T. Laśkiewicz di Lublino, ingegnere Jerzy Rudlicki, coadiuvato da Jerzy Dąbrowski, presentò il progetto del Lublin R-VIII, un velivolo da bombardamento leggero e ricognizione, che rispondeva ad una specifica emessa nel corso del 1926 dal Wojska Polskiego, l'esercito polacco. L'aereo si presentava come un biplano di costruzione lignea, dotato di un propulsore in linea Farman 12 WL a 12 cilindri a W, raffreddato ad acqua, erogante tra 550 e 750 hp.
Tale velivolo ottenne, nell'inverno 1926-27, un contratto (nr 49/27) per la produzione di due prototipi e una cellula per le prove statiche. I test strutturali sull'apposita cellula furono compiuti tra il 10 e il 19 febbraio 1928, ed indicarono un fattore di sicurezza pari a 12. Il primo esemplare, designato R-VIII/1, volò per la prima volta nel marzo 1928 nelle mani del collaudatore, maggiore Wacŀaw Macowski.

## Tecnica
Il Lublin R-VIII era un biplano, di costruzione mista in legno e metallo. La fusoliera aveva sezione rettangolare, costruita in legno. La zona anteriore era rivestita in duralluminio, mentre il resto in compensato e tela. La parte terminale della fusoliera era realizzata in legno rivestito di compensato. L'impennaggio di coda era del tipo classico monoderiva, dotato di piani orizzontali controventati, rivestiti in compensato, mentre il timone era rivestito in tela. La configurazione alare era biplano-sesquiplana, ovvero con ala superiore di maggior apertura dell'inferiore, realizzate con struttura mista e ricoperte in tela. Le due ali, rivestite in tela e compensato, erano collegate tra loro con una coppia di montanti, rinforzati da cavi d'acciaio, la superiore montata alta a parasole e l'inferiore bassa sulla fusoliera.
Il carrello d'atterraggio era un triciclo classico a V, fisso, dotato anteriormente di gambe di forza ammortizzate ed integrato posteriormente da un pattino d'appoggio. Nella versione idrovolante a scarponi R-VIIIbis vi erano due galleggianti metallici Short.
Bi-triposto, dotato di due-tre abitacoli in tandem, l'anteriore per il pilota, dotato di parabrezza, ed i posteriori per l'osservatore e/o per il mitragliere, equipaggiati con adeguata strumentazione e doppi comandi.
La propulsione era affidata ad un motore Lorraine-Dietrich 18 Kd, a 18 cilindri a W raffreddati a liquido, erogante la potenza di 760 hp azionante un'elica bipala Levasseur di 4,4 m di diametro. La capacità massima del serbatoio, a svuotamento rapido in caso di incendio, posizionato dietro al motore, era pari a 1 200 litri di combustibile.
L'armamento difensivo si basava su una o due mitragliatrici brandeggiabili Lewis calibro 7,7 mm installate su un supporto ad anello nella postazione difensiva posteriore. Il carico offensivo massimo trasportabile era pari a 1 000 kg, o un siluro da 800 kg.

## Impiego operativo
Dopo il successo del primo volo l'aereo venne mandato presso l'I.B.T.L. (Instytut Badań Tecnicznych Lotnictwa) di Varsavia per effettuare le prove militari. Durante tali collaudi il velivolo raggiunse una velocità massima di 180 km/h al livello del mare.
Il secondo prototipo, leggermente modificato e completamente equipaggiato, disponeva di un motore Lorraine-Dietrich 18Kd a 18 cilindri a W, raffreddato ad acqua, che forniva tra 650 e 785 hp. Dopo il primo volo l'aereo effettuò un tour nella capitali della Piccola Intesa, in particolare stazionando a Praga nella seconda settimana dell'agosto 1928, dove venne esaminato dalle autorità militari cecoslovacche. Durante i voli di prova effettuati dal maggiore Macowski, avendo come osservatore Wiktor Szandorowski, l'aereo raggiunse una velocità massima di 220,1 km/h.
Visti i buoni risultati ottenuti dal secondo prototipo il Dipartimento dell'Aviazione (Departament Aeronautyki M.S, Wojsk) ordinò cinque esemplari di preserie, due con motore Lorraine-Dietrich e tre con motore Hispano-Suiza 12Lb da 650-740 hp. Tali velivoli disponevano di un carrello di atterraggio dotato di ammortizzatori oleopneumatici Aerol. Il primo esemplare volò nel corso del 1929. Con i cinque velivoli, coadiuvati da un Potez 25, nel 1930 venne costituita la prima pattuglia acrobatica nazionale, che si esibì nel corso dell'anno durante un tour delle capitali dei paesi della Piccola Intesa, e in varie manifestazioni nazionali. Purtroppo si registrarono diversi incidenti di vario genere, che portarono al danneggiamento di alcuni velivoli per cui, al termine dell'anno, la pattuglia venne sciolta. Gli aerei furono portati a Lublino per essere trasformati in idrovolanti in vista dell'assegnazione all'aviazione di marina.

### La versione idrovolante
Nel corso dell'agosto 1929 il Kierownictwo Marynarki Wojennej (Comando della marina polacca) aveva richiesto alla E. Plage i T. Laśkiewicz la trasformazione di alcuni bombardieri terrestri Fokker VIIb-3m in idrovolanti da bombardamento. Al fine di addestrare gli equipaggi destinati a tali velivoli il Morsky Dyon Lotniczy richiese la consegna di alcuni esemplari da addestramento, con secondarie capacità di ricognizione ed aerosiluramento. Nell'aprile 1930 la Lublin propose una nuova versione idrovolante a scarponi dello R-VIIIa, designata R-VIIIbis. Vennero prescelte le migliori quattro cellule esistenti di R-VIIIa, che furono trasformate in idrovolanti tramite la rimozione del carrello di atterraggio e l'applicazione di due galleggianti metallici Short. Gli aerei ebbero anche uno specifico equipaggiamento per i voli sul mare, trattamento anticorrosione, e motorizzazione standardizzata sul Lorraine-Dietrich 18Kd. Il primo di essi fu trasferito sul lago di Lumbartów, vicino a Lublino, per effettuare le prove di flottaggio per passare poi sulla base navale di Puck, dove eseguì i collaudi militari nel corso del luglio 1932. Gli altri tre esemplari vennero convertiti a partire dal marzo 1933, presso la subcontraente CWA, ricevendo anche una tinta mimetica standard. Le consegne vennero completate entro la metà dell'anno. I velivoli rimasero in servizio presso il Morsky Dyon Lotniczy fino al 1938, volando con la Eskadrze Dalekiego Wywiadu per missioni di ricognizione e compiti di bombardamento. Due esemplari di questa versione risultavano ancora in servizio presso la Marynarka Wojenna, la marina militare polacca, allo scoppio della seconda guerra mondiale, il 1º settembre 1939, ma andarono persi l'8 settembre, per mano dell'aviazione tedesca, nella regione Chałupy sulla penisola di Hel.

## Versioni
- R-VIII/1: primo prototipo, dotato di propulsore Farman 12 WL raffreddato ad acqua, primo volo nel marzo 1928. Caratteristiche tecniche: un motore in linea Farman 12 WL a 12 cilindri, raffreddato a liquido da 650 hp; apertura alare 17,0 m; lunghezza 10,92 m; altezza 4,50 m; superficie alare 76,40 m²; peso a vuoto 2 000 kg, peso totale 3 550 kg; velocità massima di crociera 180 km/h; autonomia 900 km; tangenza 6.000 m. Armamento non installato
- R-VIII/II: secondo prototipo,[4] dotato di un motore in linea Lorraine-Dietrich 18 Kd. Caratteristiche tecniche: un motore Lorraine-Dietrich 18Kd, raffreddato a liquido, da 650 hp a 0 m; apertura alare 17,0 m; lunghezza 11,12 m; altezza 4,50 m; superficie alare 76,40 m²; peso a vuoto 2 200 kg, peso totale 4 200 kg; velocità massima 220 km/h; autonomia 1 550 km; tangenza 6 800 m.[4] Armamento su 1-2 mitragliatrici Lewis calibro 7,7 mm e 1 000 kg di bombe.
- R-VIIIa: cinque esemplari di preserie, due con motore Lorraine-Dietrich 18 Kd e tre con propulsori Hispano-Suiza 12Lb.[17]
- R-VIIIbis: quattro esemplari della versione idrovolante a scarponi, ricavati per conversione di altrettanti R-VIIIa, tre con motore Lorraine-Dietrich 18 Kd e uno con motore Hispano-Suiza 12Lb designato successivamente R-VIIIter. Caratteristiche tecniche: un motore Lorraine-Dietrich 18Kd da 650 hp; apertura alare 17,0 m; lunghezza 12,06 m; altezza 5,33 m; superficie alare 76,40 m²; peso a vuoto 2 919 kg, peso totale 4 300 kg; velocità massima 200 km/h, di crociera 175 km/h; rateo di salita 3,50 m/sec; autonomia 800 km;[1] tangenza 4 000 m. Armamento su 1-2 mitragliatrici Lewis calibro 7,7 mm e 1 000 kg di bombe.
- R-VIIIter: un esemplare della sottoversione R-VIIIbis dotato del propulsore Hispano-Suiza 12Lb da 650 hp.[18]

## Utilizzatori
Polonia
- Lotnictwo Wojska Polskiego
- Marynarka Wojenna